# NGC 6117B
NGC 6117B је спирална галаксија у сазвежђу Северна круна која се налази на NGC листи објеката дубоког неба.
Деклинација објекта је + 37° 4' 8" а ректасцензија 16h 19m 21,6s. Привидна величина (магнитуда) објекта NGC 6117 износи 13,9 а фотографска магнитуда 14,7. NGC 6117B је још познат и под ознакама MCG 6-36-24, KUG 1617+371, PGC 57822.